# Break the Spell
Break The Spell — третий студийный альбом американской рок-группы Daughtry, фронтменом которой является финалист 5 сезона шоу American Idol Крис Дотри. Дата выхода альбома — 21 ноября 2011 года. Диск записан при участии нового ударника Робина Диаса, поскольку Джоуи Барнс покинул группу в 2010 году.

## Информация об альбоме
| Совокупная оценка    | Совокупная оценка |
| Источник             | Оценка            |
| -------------------- | ----------------- |
| Metacritic           | (62/100)          |
| Оценки критиков      |                   |
| Источник             | Оценка            |
| Allmusic             | [ 2 ]             |
| Audiopinions         | [ 3 ]             |
| Entertainment Weekly | B                 |
| Billboard            | 71%               |
| Slant                | [ 6 ]             |
| Newsday              | B-                |
| Loudwire             | [ 8 ]             |
| Celebrity Cafe       | [ 9 ]             |
| The Boston Globe     | Смешанный         |

В оригинальное издание альбома вошло 12 композиций; в делюкс-издание — 16. в интервью для Райана Сикреста Крис Дотри заявил, что альбом будет «более радостным и позитивным». Большая часть песен написана Дотри в соавторстве с Марти Фредриксоном и басистом группы Джошем Полом.
Первым синглом с альбома стала композиция «Crawling Back to You», вышедшая 4 октября 2011 года; первым синглом для рок-радиостанций стала песня «Renegade».

## Список композиций
| №   | Название                  | Автор(ы)                  | Длительность |
| --- | ------------------------- | ------------------------- | ------------ |
| 1.  | «Renegade»                | Chris Daughtry, Josh Paul | 3:35         |
| 2.  | «Crawling Back to You»    | Chris Daughtry            | 3:45         |
| 3.  | «Outta My Head»           | Chris Daughtry            |              |
| 4.  | «Start of Something Good» | Chris Daughtry            |              |
| 5.  | «Crazy»                   | Chris Daughtry            |              |
| 6.  | «Break The Spell»         | Chris Daughtry            |              |
| 7.  | «We're Not Gonna Fall»    | Chris Daughtry            |              |
| 8.  | «Gone Too Soon»           | Chris Daughtry            |              |
| 9.  | «Losing My Mind»          | Chris Daughtry            |              |
| 10. | «Rescue Me»               | Chris Daughtry            |              |
| 11. | «Louder Than Ever»        | Chris Daughtry            |              |
| 12. | «Spaceship»               | Chris Daughtry            |              |

| №   | Название                   | Автор(ы)       | Длительность |
| --- | -------------------------- | -------------- | ------------ |
| 13. | «Who's They»               | Chris Daughtry |              |
| 14. | «Maybe We're Already Gone» | Chris Daughtry |              |
| 15. | «Everything But Me»        | Chris Daughtry |              |
| 16. | «Lullaby»                  | Chris Daughtry |              |

## Участники записи
- Крис Дотри — вокал, гитара
- Джош Стили — гитара, бэк-вокал
- Брайан Крэддок — гитара, бэк-вокал
- Джош Пол — бас-гитара, бэк-вокал
- Робин Диас — ударные, перкуссия, бэк-вокал
- Говард Бенсон — продюсер
- Крис Лорд-Алдж — сведение

## Позиции в чартах
| Чарт (2011)                    | Высшая позиция |
| ------------------------------ | -------------- |
| Australian Top 50              | 32             |
| Austrian Albums Chart          | 39             |
| Canadian Albums Chart          | 13             |
| German Albums Chart            | 27             |
| New Zealand Albums Chart       | 18             |
| Swiss Albums Chart             | 19             |
| UK Albums Chart                | 67             |
| UK Rock Chart                  | 2              |
| U.S. Billboard 200             | 8              |
| U.S. Billboard Rock            | 2              |
| U.S. Billboard Internet albums | 5              |
| U.S. Billboard Hard Rock       | 2              |